# Tokio-Marathon 2008
| 2. Tokio-Marathon     | 2. Tokio-Marathon          |
| --------------------- | -------------------------- |
| Stadt                 | Tokio, Japan               |
| Datum                 | 17. Februar 2008           |
| Distanz               | 42,195 Kilometer           |
| Sieger                |                            |
| Männer                | Viktor Röthlin (2:07:23 h) |
| Frauen                | Claudia Dreher (2:35:35 h) |
| ← Tokio-Marathon 2007 | Tokio-Marathon 2009 →      |
| Website               | Offizielle Website         |

Der Tokio-Marathon 2008 (jap. 東京マラソン2008, Tōkyō Marason 2008) war die 2. Ausgabe der jährlich stattfindenden Laufveranstaltung in Tokio, Japan. Der Marathon fand am 17. Februar 2008 statt.
Bei den Männern gewann Viktor Röthlin in 2:07:23 h, bei den Frauen Claudia Dreher in 2:35:35 h.

## Ergebnisse

### Männer
| Platz | Athlet              | Land    | Zeit (h) |
| ----- | ------------------- | ------- | -------- |
| 01    | Viktor Röthlin      | Schweiz | 2:07:23  |
| 02    | Arata Fujiwara      | Japan   | 2:08:40  |
| 03    | Julius Gitahi       | Kenia   | 2:08:57  |
| 04    | Toshinari Suwa      | Japan   | 2:09:16  |
| 05    | Satoshi Irifune     | Japan   | 2:09:40  |
| 06    | Kurao Umeki         | Japan   | 2:11:00  |
| 07    | Seiji Kobayashi     | Japan   | 2:11:02  |
| 08    | Kazutoshi Takatsuka | Japan   | 2:11:05  |
| 09    | Hiroyuki Horibata   | Japan   | 2:11:47  |
| 10    | Takashi Ota         | Japan   | 2:12:10  |

### Frauen
| Platz | Athletin          | Land              | Zeit (h) |
| ----- | ----------------- | ----------------- | -------- |
| 01    | Claudia Dreher    | Deutschland       | 2:35:35  |
| 02    | Risa Mizutani     | Japan             | 2:48:59  |
| 03    | Yoshimi Kasezawa  | Japan             | 2:51:18  |
| 04    | Mineko Yamanouchi | Japan             | 2:52:02  |
| 05    | Miyo Tanabe       | Japan             | 2:52:07  |
| 06    | Yuko Ishida       | Japan             | 2:53:02  |
| 07    | Yasuko Tsukamoto  | Japan             | 2:53:53  |
| 08    | Wan-Ling Wu       | Chinesisch Taipeh | 2:54:11  |
| 09    | Keiko Hiyama      | Japan             | 2:54:20  |
| 10    | Hikaru Tanaka     | Japan             | 2:54:45  |